# Cừu Rasa Aragonesa
Cừu Rasa Aragonesa là một giống cừu có nguồn gốc từ Tây Ban Nha, chúng được nuôi chủ yếu là để lấy thịt cừu. Cừu Rasa Aragonesa được sản xuất thịt cừu giết mổ phổ biến nhất của vùng Aragon, một trong những sản phẩm trứ danh của chúng được gọi là "Ternasco". Để được công nhận là "Ternasco của xứ Aragon" (Chỉ định cụ thể của Bộ Nông nghiệp Tây Ban Nha năm 1992) những con chiên phải có một trọng lượng sống của 18–24 kg vào lúc giết mổ. Việc giết mổ sẽ diễn ra với các động vật từ 70 đến 90 ngày tuổi. Chế độ ăn của các con chiên phải được thực hiện theo một quy trình nghiêm ngặt để có sản phẩm thịt ngon nhất.
Theo truyền thống, giống cừu Tây Ban Nha len chất lượng trung bình được xem là có nguồn gốc từ việc lai giống giữa cừu Merino tốt lông và những cá thể có len thô (cừu Churra và cừu Lacha). Theo điều tra dân số chính thức năm 1982, cừu Rasa Aragonesa có tổng số 2.777.190 đầu cừu, trong đó 2.202.838 đã được hơn một tuổi. Điều này làm cho nó đứng thứ hai bằng số các giống cừu Tây Ban Nha, sau Merino, và đại diện cho 16,2% của tổng số đàn cừu của quốc gia.

## Đặc điểm
Đầu của giống cừu này không có len bao phủ, những sợi len của chúng như tóc trắng sáng bóng. Kích thước có thể thay đổi tùy thuộc vào loại. Những con đực trưởng thành sẽ nặng 50–70 kg và cừu cái 35–40 kg, với Kiểu sinh thái Monegrina. chủng khác sẽ có con đực nặng từ 65–85 kg và cừu cái từ 40–50 kg. Các kiểu sinh thái khác nhau có thể được phân biệt giữa các Rasa Aragonesa từ khu vực chúng sinh sống: Rasa Monegrina (từ Los Monegros); Turolense (tỉnh Teruel); Ansotana (Anso Valley). Trong số những phẩm chất nổi bật của giống cừu Rasa Aragonesa là độ cao, bản năng thích giao du, khả năng chăn, và khả năng thích ứng với môi trường khắc nghiệt. Các môi trường sống của cừu Rasa Aragonesa là cơ bản được đặc trưng bởi khí hậu lục địa với một mức độ thấp của lượng mưa không đều, phân tán (khoảng 400 mm.)
Trán chúng phẳng, xương mũi lồi ra, chúng có hố nước mắt, mõm của chúng mỏng, môi hoạt động, răng cửa sắc, nhờ đó chúng có thể gặm được cỏ mọc thấp và bứt được những lá thân cây mềm mại, hợp khẩu vị trên cao để ăn. Chúng có thói quen đi kiếm ăn theo bầy đàn, tạo thành nhóm lớn trên đồng cỏ. Trong da chúng có nhiều tuyến mồ hôi và tuyến mỡ hơn dê. Bởi thế chúng bài tiết mồ hôi nhiều hơn và các cơ quan hô hấp tham gia tích cực hơn vào quá trình điều tiết nhiệt. Mô mỡ dưới da của chúng phát triển tốt hơn dê và ngược lại ở các cơ bên trong của chúng có ít tích lũy mỡ hơn dê. Chính vì vậy, thịt chúng nhiều nạc hơn thịt dê.

## Thịt cừu
Đây là giống cừu cho loại thịt cừu trứ danh, thịt cừu của giống cừu này có một số đặc điểm như sau:

### Màu sắc

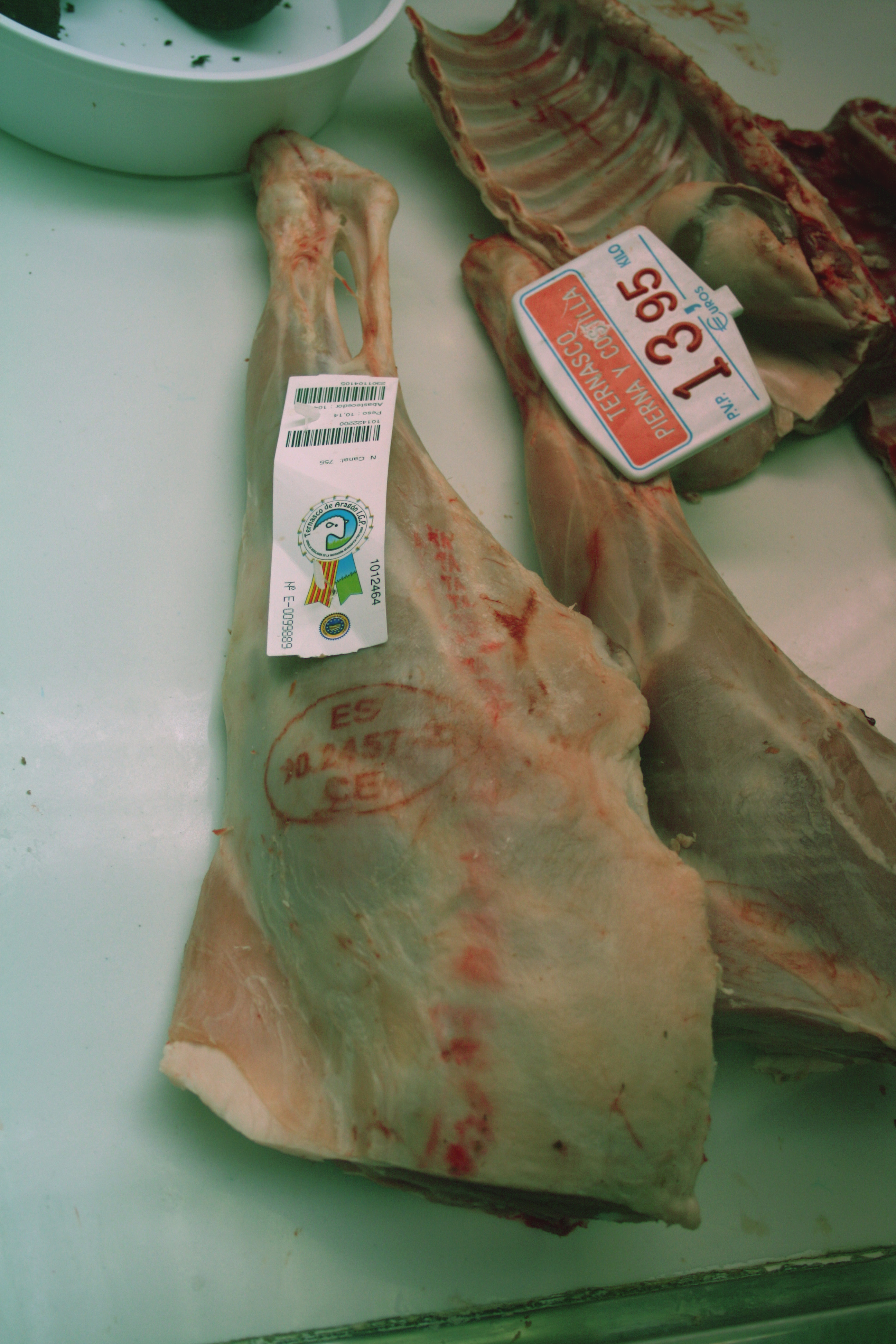
Đùi cừu Ternasco

Mầu của thịt có sắc tố khác nhau tùy theo giống cừu là giống cho thịt, cho sữa, lông hay kiêm dụng không thấy có sự khác biệt về hàm lượng sắc tố và L*, a* và b* của cơ Longissimus dorsi ở thịt xẻ (10–12 kg) của các giống cừu Rasa Aragonesa, cừu Lacaune và cừu German Merin. Tương tự, cũng không thấy có sự sai khác có ý nghĩa về hàm lượng sắc tố ở thịt cừu Lacha và cừu Rasa Aragonesa khối lượng 12 đến 36 kg trước khi giết thịt, tuy nhiên thịt cừu Rasa Aragonesa có giá trị (L*) thấp hơn. Không thấy có sự sai khác có ý nghĩa về các chỉ tiêu màu sắc thịt giữa thịt cừu đực và cừu cái, thịt cừu đực thiến và thịt cừu cái. Tương tự như vậycũng không phát hiện ra sự sai khác về các chỉ tiêu màu sắc thịt giữa thịt cừu đực và cái các giống cừu Rasa Aragonesa và cừu Lachva cho ăn cùng chế độ và giết mổ cùng tuổi.
Khối lượng cơ thể cho thấy số lượng sắc tố nhiều hơn và giá trị (L*) thấp hơn ở thịt cừu có khối lượng 28– 30 kg so với thịt cừu có khối lượng từ 23–25 kg giống cừu Rasa Aragonesa, cừu Lacaune và cừu Merino Đức thấy giá trị (L*) cao hơn ở thịt cừu giống Rasa Aragonesa và cừu Lacha khối lượng lúc giết mổ 12 và 24 kg so với thịt cừu các giống này có khối lượng 36 kg. Thịt từ cừu đang bú sữa nhạt màu hơn thịt cừu đã cai sữa vì hàm lượng sắt trong thịt cừu con đang bú sữa ít hơn. Hàm lượng sắc tố trong thịt cừu cai sữa cao hơn do hàm lượng sắt trong các khẩu phần cỏ và thức ăn tinh cao. Thịt cừu từ khẩu phần cỏ thẫm mầu hơn thịt nhóm ăn thức ăn tinh. 

### Cấu trúc
Sự khác biệt về giống trong cấu trúc thịt cừu thường liên quan đến đặc tính của các cơ. Các giống cừu với nhiều sợi cơ trắng hoặc cơ mẫn cảm với quá trình phân giải protein trong quá trình thịt tự chín – sự hóa già thường có thịt mềm hơn, không xác định được sự khác biệt về độ mềm của thịt xẻ cùng khối lượng của các giống cừu Rasa Aragonesa và cừu Lacha, tuy nhiên có sự khác biệt về độ mềm thịt cừu hai giống trên khi sử dụng phương pháp đánh giá cảm quan hay phương pháp thử nếm, thịt xẻ và chất lượng thịt. Ở cùng một độ tuổi, thịt cừu đực thường dai hơn thịt cừu cái. Sau khi thành thục về tính, sự tăng hàm lượng testosterone trong cừu đực đã làm tăng số lượng collagen trong cơ và giảm độ mềm cửa thịt.
Một yếu tố quan trọng của chất lượng thịt là độ pH. Trong khi pH của cơ Longissimus dorsi ở giống cừu của Anh và cừu Tây Ban Nha là tương tự nhau thì pH cơ Longissimus dorsi của cừu Rasa Aragonesa lại cao hơn ở cừu Lacha (Latxa) khi giết mổ ở cùng khối lượng 24 kg, như vậy, yếu tố di truyền có ảnh hưởng nhất định đến độ pH của thịt cừu. Giới tính Khuynh hướng chung là thịt cừu đực có pH cao hơn tuy nhiên, không có sự sai khác về pH thịt cừu cái và cừu đực giống cừu Lacha và cừu Rasa Aragonesa. Mặc dù nồng độ glycogen thường tăng cùng với tuổi cừu, thịt từ những cừu già hơn không phải luôn luôn có pH thấp hơn kết quả tương tự trên cừu Rasa Aragonesa và cừu Lacha. 

### Độ mềm

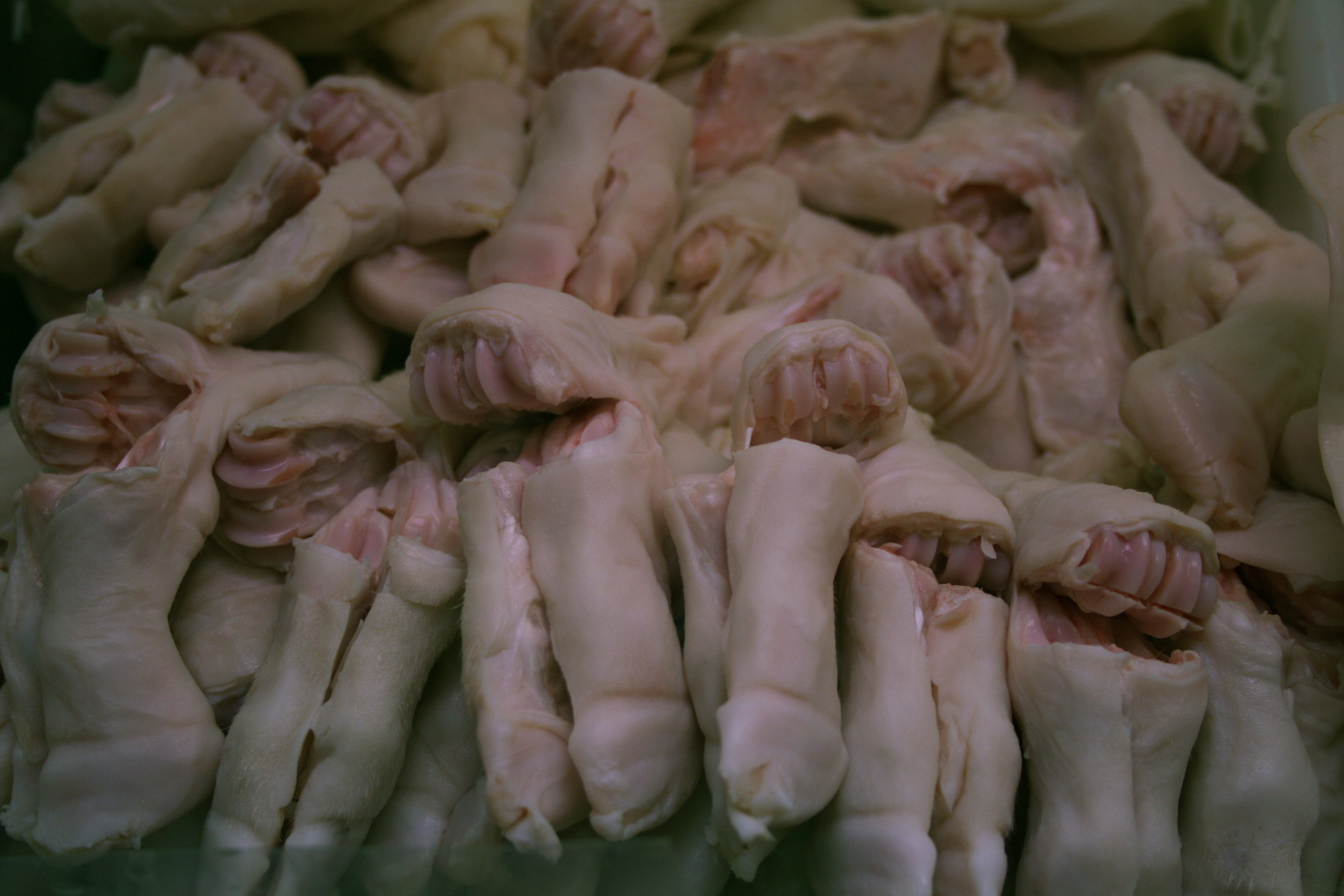
Ternasco được đặc trưng bởi độ mềm mại của từng thớ thịt

Độ mềm của thịt giảm khi tuổi tăng lên đây là kết quả của việc tăng số lượng các cầu nối hóa học bền nhiệt giữa các sợi collagen. Không có sự khác biệt về độ mềm của thịt đánh giá bằng máy được phát hiện ở thịt xẻ của thịt cừu giống cừu Rasa Aragonesa và cừu Lacha có khối lượng 12, 24 và 36 kg khi giết mổ. Nguyên nhân ở đây có thể là do khác biệt về khối lượng ở mức trên không đủ để collagen được cấu trúc lại và một lý do khác là hàm lượng mỡ trong cơ tăng lên để góp phần làm cho độ mềm của thịt từ những cừu có khối lượng cao hơn vẫn mềm. Tuy nhiên, lại phát hiện thấy sự khác biệt về cấu trúc khi đánh giá bằng phương pháp thử nếm giữa cừu Lacha và cừu cừu Rasa Aragonesa giết mổ ở 12 và 24 kg. Thịt từ cừu có khối lượng 24 kg rắn hơn, nhiều thịt hơn, khó nhai và nuốt hơn so thịt từ cừu có khối lượng nhẹ cân hơn vẫn đang bú sữa mẹ.
Không tìm thấy sự khác biệt về số lượng nước được giải phóng từ cơ Longissimus dorsi ở thịt xẻ cừu có khối lượng 13–15 kg các giống cừu Rasa Aragonesa, cừu Lacaune và cừu German Merino. Ngược lại, lại quan sát thấy một số lượng nước lớn hơn được giải phóng từ thịt cừu Rasa Aragonesa so với lượng nước được giải phóng từ thịt cừu Lacha, đặc biệt nếu giết mổ cừu ở khối lượng 24 kg. Theo không thấy có khác biệt về khả năng giữ nước của thịt của hai giới tính đực và cái. Thông thường, khi khối lượng tăng, khả năng giữ nước của thịt cừu giảm. Tuy nhiên, lại thấy thịt từ cừu Rasa Aragonesa và cừu Lacha giết mổ khi đạt 24 kg lại giải phóng nhiều nước hơn thịt các giống này giết mổ ở 12 và 36 kg. 

### Hương vị
Giống có vẻ không có ảnh hưởng lớn đến hương vị của thịt cừu. sử dụng hội đồng nếm không tìm thấy sự khác biệt về mùi và hương vị của thịt từ cừu giống cừu Lacha và cừu Rasa Aragonesa giết mổ ở cùng mức khối lượng.Tính biệt Theo cho thấy cừu cái giống cừu Lacha và cừu Rasa Aragonesa có nhiều mỡ kẽ và mỡ dưới da cứng hơn ở cừu đực, không có sự khác biệt đáng tin cậy giữa hai tính biệt của hai giống về tổng axit béo bão hòa, tổng axit béo chưa bão hòa, giá trị Iôt của thịt ở ba điểm dự trữ mỡ; thịt cừu cái giống cừu Rasa Aragonesa có hàm lượng axit palmitoleic (C16:1) trong các mô mỡ dự trữ giữa các lớp cơ và hàm lượng axit palmitic (C16:0) trong mỡ dưới da cao hơn hàm lượng các axit này ở thịt các cừu đực.
Tăng khối lượng thường đi kèm với tăng hương vị và mùi của thịt cừu, việc tăng này làm tăng mức độ không mong muốn về chất lượng thịt cừu cho thấy khối lượng ảnh hưởng đến một số vị thơm và hương vị của thịt giống cừu Lacha và cừu Rasa Aragonesa. Cừu hai giống trên giết mổ lúc nặng cân hơn có mùi và hương vị của lông. Thịt cừu vẫn đang bú sữa mẹ, giết mổ lúc 12 kg được cho điểm về mùi và hương vị cao hơn thịt từ cừu vỗ béo bằng thức ăn tinh giết mổ lúc 24 kg.
Dinh dưỡng. cho thấy có rất ít sự khác biệt về mùi của thịt cừu xác định bằng phương pháp thử nếm, dù chúng được nuôi bằng thức ăn tinh hay chăn thả trên đồng cỏ, nếu giết mổ lúc cừu nhỏ hơn 100 ngày tuổi. Ở cừu già hơn, giết mổ lúc 166-217 ngày tuổi, mùi thịt cừu rõ hơn ở cừu chăn thả trên đồng cỏ. không có khác biệt về màu sắc thịt của cừu đực và cái Rasa Aragonesa và Lacha, nuôi dưỡng giống nhau và được giết mổ ở cùng lứa tuổi, không thấy có sự sai khác có ý nghĩa về các chỉ tiêu màu sắc thịt giữa thịt cừu đực và cái các giống Rasa Aragonesa và Lachva cho ăn cùng chế độ và giết mổ cùng tuổi. tuy nhiên độ đỏ a* lại có sự sai khác giữa cừu lai F1(Dorper x Phan Rang) so với cừu Phan Rang.

## Chăn nuôi

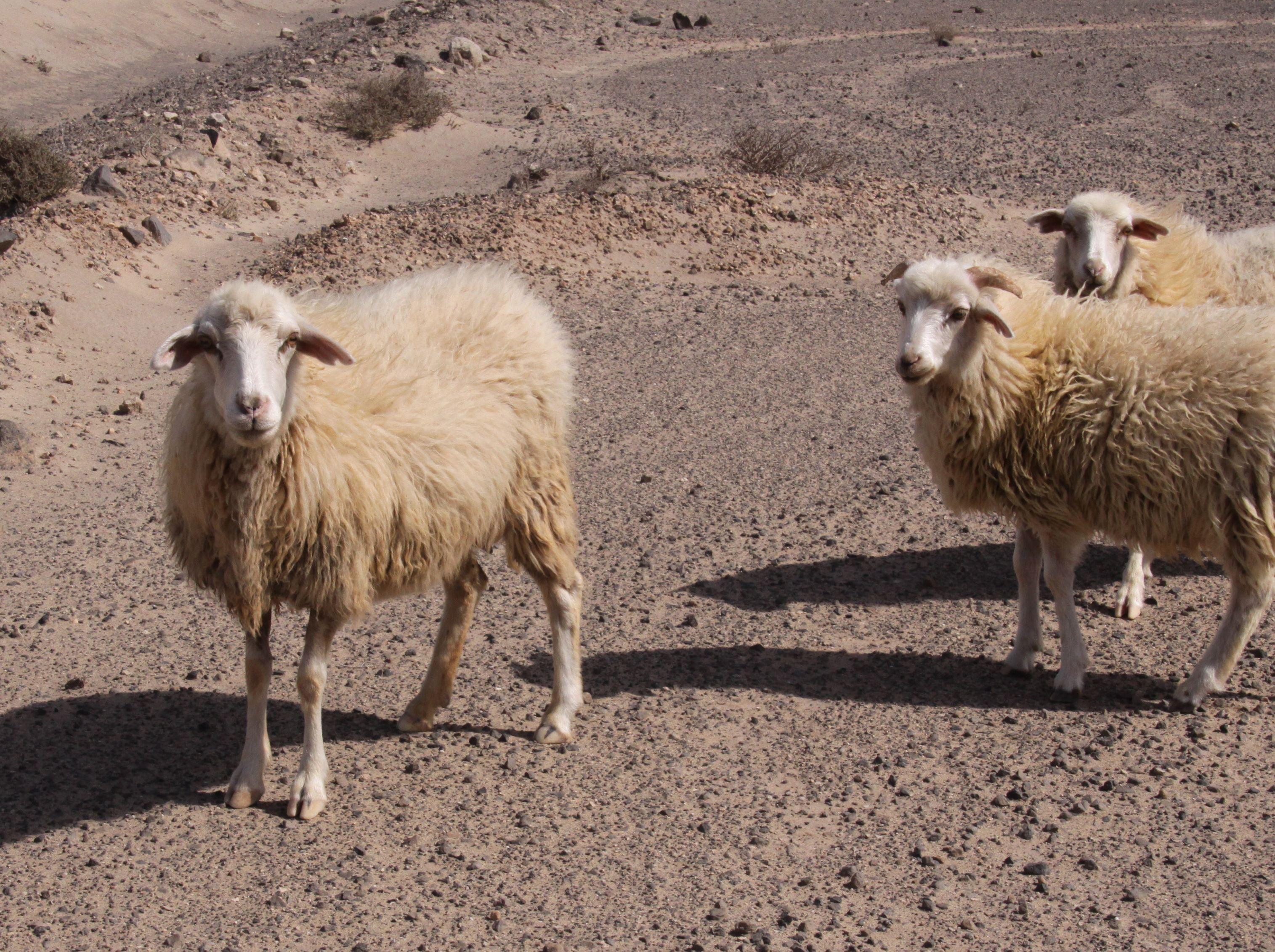
Chăn nuôi cừu ở Tây Ban Nha

Chúng có tính bầy đàn cao nên dễ quản lý, chúng thường đi kiếm ăn theo đàn nên việc chăm sóc và quản lý rất thuận lợi. Chúng cũng là loài dễ nuôi, mau lớn, ít tốn công chăm sóc. So với chăn nuôi bò thì chúng là vật nuôi dễ tính hơn, thức ăn của chúng rất đa dạng, thức ăn của chúng là những loại không cạnh tranh với lương thực của người. Chúng là động vật có vú ăn rất nhiều cỏ.
Hầu hết chúng gặm cỏ và ăn các loại cỏ khô khác, tránh các phần thực vật có gỗ nhiều. Chúng có chế độ hoạt động ban ngày, ăn từ sáng đến tối, thỉnh thoảng dừng lại để nghỉ ngơi và nhai lại. Đồng cỏ lý tưởng cho chúng như cỏ và cây họ Đậu. Khác với thức ăn gia súc, thức ăn chính của chúng trong mùa đông là cỏ khô.
Chúng là loài ăn tạp, có thể ăn được nhiều loại thức ăn bao gồm thức ăn thô xanh các loại như: rơm cỏ tươi, khô, rau, củ quả bầu bí các loại, phế phụ phẩm công nông nghiệp và các loại thức ăn tinh bổ sung như cám gạo ngũ cốc. Mỗi ngày chúng có thể ăn được một lượng thức ăn 15-20% thể trọng. Chúng cần một lượng thức ăn tính theo vật chất khô bằng 3,5% thể trọng. Với nhu cầu 65% vật chất khô từ thức ăn thô xanh (0,91 kg) và 35% vật chất khô từ thức ăn tinh (0,49 kg). Khi cho chúng ăn loại thức ăn thô xanh chứa 20% vật chất khô và thức ăn tinh chứa 90% vật chất khô.
Nguồn nước uống là nhu cầu cơ bản của chúng. Lượng nước cần cho chúng biến động theo mùa và loại và chất lượng thực phẩm mà chúng tiêu thụ. Khi chúng ăn nhiều trong các tháng đầu tiên và có mưa (kể cả sương, khi chúng ăn vào sáng sớm), chúng cần ít nước hơn. Khi chúng ăn nhiều cỏ khô thì chúng cần nhiều nước. Chúng cũng cần uống nước sạch, và có thể không uống nếu nước có tảo hoặc chất cặn. Trong một số khẩu phần ăn của chúng cũng bao gồm các khoáng chất, hoặc trộn với lượng ít.

## Chăm sóc
Sau khi cho phối giống 16-17 ngày mà không có biểu hiện động dục lại là có thể cừu đã có chửa, Căn cứ vào ngày phối giống để chuẩn bị đỡ đẻ cho cừu (thời gian mang thai của cừu 146-150 ngày) nhằm hạn chế cừu sơ sinh bị chết; Có thể bồi dưỡng thêm thức ăn tinh và rau cỏ non cho cừu có chửa nhưng tuyệt đối tránh thức ăn hôi mốc; Khi có dấu hiệu sắp đẻ (bầu vú căng, xuống sữa, sụt mông, âm hộ sưng to, dịch nhờn chảy ra, cào bới sàn…) nên nhốt ở chuồng riêng có lót ổ rơm và chăn dắt gần, tránh đồi dốc.
Thông thường cừu mẹ nằm đẻ nhưng cũng có trường hợp đứng đẻ, tốt nhất nên chuẩn bị đỡ đẻ cho cừu; Sau khi đẻ cừu mẹ tự liếm cho con. Tuy nhiên, vẫn phải lấy khăn sạch lau khô cho cừu con, nhất là ở miệng và mũi cho cừu con dễ thở. Lấy chỉ sạch buộc cuống rốn (cách rốn 4–5 cm), cắt cuống rốn cho cừu con và dùng cồn Iod để sát trùng; Giúp cừu con sơ sinh đứng dậy bú sữa đầu càng sớm càng tốt (vì trong sữa đầu có nhiều kháng thể tự nhiên); Đẻ xong cho cừu mẹ uống nước thoải mái (có pha đường 1% hoặc muối 0.5%).
Cừu con trong 10 ngày đầu sau khi đẻ cừu con bú sữa mẹ tự do; Từ 11-21 ngày tuổi cừu con bú mẹ 3 lần/ngày, nên tập cho cừu con ăn thêm thức ăn tinh và cỏ non, ngon; 80-90 ngày tuổi có thể cai sữa. Giai đoạn này phải có cỏ tươi non, ngon cho cừu con để kích thích bộ máy tiêu hóa phát triển (đặc biệt là dạ cỏ) và bù đắp lượng dinh dưỡng thiếu hụt do sữa mẹ cung cấp không đủ; Cừu sinh trưởng và phát triển nhanh, mạnh ở giai đoạn này.